# Jan Wynants (wielrenner)
Jan Wynants (Veerle, 8 september 1958) is een Belgisch voormalig wielrenner.

## Carrière
Wynants won enkel enkele kleinere wedstrijden naast zijn deelnames aan grote rondes. Hij reed zijn beste resultaten in Parijs-Roubaix waar hij meermaals top 20 plaatsen reed. Van de negen grote rondes waar hij aan deel nam reed hij er zes uit. Hij nam in 1980 deel aan de Olympische Spelen waar hij opgaf in de wegwedstrijd.

## Overwinningen
1983
1e etappe deel b Ronde van Nederland
Ottignies
1984
Ottignies
Lommel
1991
Mosselkoers - Houtem - Vilvoorde

## Resultaten in de voornaamste wedstrijden
| Jaar | Ronde van Italië | Ronde van Frankrijk | Ronde van Spanje |
| ---- | ---------------- | ------------------- | ---------------- |
| 1982 |                  | opgave              |                  |
| 1983 |                  | 68e                 | opgave           |
| 1984 |                  |                     | 46e              |
| 1985 |                  | 52e                 |                  |
| 1986 |                  | 105e                |                  |
| 1987 |                  | 121e                |                  |
| 1988 |                  | 96e                 |                  |
| 1989 |                  |                     |                  |
| 1990 |                  |                     |                  |
| 1991 |                  |                     |                  |
| 1992 |                  |                     | opgave           |

| Jaar | Milaan-San Remo | Gent-Wevelgem | Ronde van Vlaanderen | Parijs-Roubaix | Luik-Bast.‑Luik |
| ---- | --------------- | ------------- | -------------------- | -------------- | --------------- |
| 1982 |                 |               |                      |                |                 |
| 1983 |                 | 50e           | 30e                  | 14e            | 47e             |
| 1984 |                 | 47e           | 40e                  | 16e            |                 |
| 1985 |                 | 35e           |                      |                | 28e             |
| 1986 | 88e             | 18e           | 39e                  | 17e            |                 |
| 1987 | 60e             | 33e           | 21e                  | 15e            |                 |
| 1988 |                 | 23e           |                      | 21e            |                 |
| 1989 |                 | 86e           |                      | 12e            |                 |
| 1990 |                 |               | 41e                  |                | 58e             |
| 1991 |                 | 16e           | 34e                  | 30e            | 69e             |
| 1992 |                 | 28e           | 48e                  |                |                 |

Wielerploegen van Jan Wynants
Bellet ·
Beyssens ·
Borguet ·
Criquielion ·
De Muynck ·
De Smet ·
De Wilde ·
Desaever ·
Jesson (tot 15/06) ·
Kelly ·
Malfait ·
Meslet ·
Peeters ·
Plummer ·
Pollentier ·
Sonnet ·
Van Calster ·
Van Den Bossche ·
Wynants
Bellet ·
Borguet ·
Broers ·
Colman ·
Criquielion ·
Dalgal ·
De Muynck ·
De Smet ·
De Wilde ·
Devos ·
Girard ·
Kelly ·
Malfait ·
Nilsson ·
Onghena ·
E. Planckaert ·
W. Planckaert ·
Plummer ·
Urbany ·
Van Calster ·
Van Den Bossche ·
Wynants ·
Wyffels
De Roo ·
Devos ·
Frijns ·
Janiszewski ·
F. Maertens  ·
M. Maertens ·
Matthys ·
Segers ·
Sergeant ·
Stevens (vanaf 01/08) ·
Van Vlierberghe ·
Verlinden ·
Versluys · 
J. Wynants ·
L. Wijnants ·
Willems
De Cnijf ·
De Cnodder ·
De Meyer ·
De Roo ·
Devos ·
De Wolf ·
Van Houwelingen ·
Janiszewski ·
Matthys ·
Segers ·
Stevens ·
Urbany ·
Van Baelen ·
Van Vlierberghe ·
Vermeulen ·
J. Wynants ·
L. Wijnants ·
Willems
Brusselman ·
Christiaens ·
Cocquyt ·
Criquielion ·
De Wilde ·
De Wolf ·
Delaurier ·
Devos ·
Dhaenens ·
Goffin ·
Haex ·
Jacobs ·
Lamote ·
Matthys ·
Meuwissen ·
Morjean ·
Pools ·
Rogiers ·
Seiz (tot 25/08) ·
Thoelen ·
Tourné ·
Van Leeuwe ·
Vandenbrande ·
Wampers ·
Wynants ·
Wyder
Assez ·
Bafcop ·
Criquielion ·
De Wolf ·
Devos ·
Dhaenens ·
Goffin (tot 27/02) ·
Haex ·
Ichikawa ·
Jacobs ·
Lamote ·
Lecrocq (tot 15/04) ·
Matthys ·
Meuwissen ·
Morjean ·
Olsen ·
Østergaard ·
Rogiers ·
Sawyer ·
Vandenbrande ·
Wampers ·
Wynants
van Aert ·
Assez ·
Bafcop ·
Beirnaert ·
Bruyere ·
Criquielion ·
De Wolf ·
Devos ·
Haex ·
Hendrickx ·
Ichikawa ·
Jacobs ·
Lieckens ·
Matthys (tot 31/03) ·
Morjean ·
Olsen ·
Poissonnier (tot 15/04) ·
Räkers ·
Rogiers ·
Sergeant ·
Vandenbrande ·
Vandenbroucke (tot 15/05) ·
Veenstra ·
Watson ·
Wynants
van Aert ·
Bafcop ·
Beirnaert ·
Bock ·
Bruyere ·
Criquielion ·
De Wolf ·
Devos ·
Haex ·
Hendrickx ·
Ichikawa ·
Jacobs ·
Lieckens ·
Lippens ·
Morjean ·
Räkers ·
Rogiers ·
Sergeant ·
Soenens ·
Triebel ·
Van Himst ·
Veenstra ·
Verbeken ·
Wynants
Beelen ·  
Biets · 
Botteldoorn ·
Bouillon ·
Coppens ·
Dauwe ·  
De Muynck ·   
Desbiens ·
Dexters ·
Eeckhout ·
Evenepoel ·
Haghedooren ·
Heynderickx ·
Huygens ·
In 't Ven ·
Lacressonnière · 
Lapage ·
Melsen · 
Pattyn · 
Peers · 
Strouken · 
Verbeken ·
Wampers · 
Willems ·
Windels · 
Wynants · 
Corvers (stagiair) ·
Thijs (stagiair)